# Куземівська сільська рада
| Куземівська сільська рада — колишній орган місцевого самоврядування у Сватівському районі Луганської області з адміністративним центром у с. Куземівка. Історична дата утворення: в 1929 році. Сільській раді були підпорядковані населені пункти: - с. Куземівка - с. Володимирівка - с. Калинівка - с. Кривошиївка - с-ще Новоселівське - с. Підкуйчанськ |

## Склад ради
Рада складалася з 16 депутатів та голови.

### Керівний склад ради
| ПІБ                             | Основні відомості                                                                                     | Дата обрання | Дата звільнення |
| ------------------------------- | --- | ------------ | --------------- |
| Гончарова Світлана Анатоліївна  | Сільський голова, 1972 року народження, освіта, член Соціал-демократичної партії України (об'єднаної) | 26.03.2006   | 31.10.2010      |
| Мартовицький Олександр Іванович | Сільський голова, 1973 року народження, освіта середня спеціальна, член народної партії               | 31.10.2010   |                 |

Примітка: таблиця складена за даними джерела